# Чокіїцик (Аляска)
Чокіїцик (англ. Chalkyitsik) — переписна місцевість (CDP) в США, в окрузі Юкон-Коюкук штату Аляска. Населення — 56 осіб (2020).

## Географія
Чокіїцик розташований за координатами 66°38′48″ пн. ш. 143°47′56″ зх. д. / 66.64667° пн. ш. 143.79889° зх. д. (66.646693, -143.798881).  За даними Бюро перепису населення США в 2010 році переписна місцевість мала площу 22,70 км², з яких 21,97 км² — суходіл та 0,73 км² — водойми.

### Клімат
| Клімат : Чокіїцик     | Клімат : Чокіїцик | Клімат : Чокіїцик | Клімат : Чокіїцик | Клімат : Чокіїцик | Клімат : Чокіїцик | Клімат : Чокіїцик | Клімат : Чокіїцик | Клімат : Чокіїцик | Клімат : Чокіїцик | Клімат : Чокіїцик | Клімат : Чокіїцик | Клімат : Чокіїцик | Клімат : Чокіїцик |
| Показник              | Січ.              | Лют.              | Бер.              | Квіт.             | Трав.             | Черв.             | Лип.              | Серп.             | Вер.              | Жовт.             | Лист.             | Груд.             | Рік               |
| Середній максимум, °C | −27,3             | −21,6             | −7,4              | 3,0               | 11,1              | 21,1              | 22,6              | 18,1              | 10,6              | −2,4              | −15,9             | −22,6             | −0,8              |
| Середній мінімум, °C  | −37,3             | −33,6             | −23,5             | −9,6              | −2,2              | 6,4               | 9,3               | 5,2               | −1,8              | −10,9             | −25,4             | −35,7             | −13,2             |
| --------------------- | ----------------- | ----------------- | ----------------- | ----------------- | ----------------- | ----------------- | ----------------- | ----------------- | ----------------- | ----------------- | ----------------- | ----------------- | ----------------- |

## Демографія
Згідно з переписом 2010 року, у переписній місцевості мешкало 69 осіб у 24 домогосподарствах у складі 16 родин. Густота населення становила 3 особи/км².  Було 67 помешкань (3/км²).
Расовий склад населення:
| - 85,5 % — корінних американців - 14,5 % — білих |

До двох чи більше рас належало 0,0 %. Частка іспаномовних становила 0,0 % від усіх жителів.
За віковим діапазоном населення розподілялося таким чином: 34,8 % — особи молодші 18 років, 55,1 % — особи у віці 18—64 років, 10,1 % — особи у віці 65 років та старші. Медіана віку мешканця становила 27,5 року. На 100 осіб жіночої статі у переписній місцевості припадало 102,9 чоловіків;  на 100 жінок у віці від 18 років та старших — 114,3 чоловіків також старших 18 років.
Середній дохід на одне домашнє господарство  становив 36 966 доларів США (медіана — 29 375), а середній дохід на одну сім'ю — 28 490 доларів (медіана — 31 250). За межею бідності перебувало 36,6 % осіб, у тому числі 51,2 % дітей у віці до 18 років та 25,0 % осіб у віці 65 років та старших.
Цивільне працевлаштоване населення становило 27 осіб. Основні галузі зайнятості: публічна адміністрація — 37,0 %, освіта, охорона здоров'я та соціальна допомога — 37,0 %, роздрібна торгівля — 11,1 %, транспорт — 7,4 %.